# 小鳥谷村
小鳥谷村（こずやむら）は、昭和32年（1957年）まで岩手県二戸郡にあった村。現在の一戸町小鳥谷・宇別・小繋・中山・奥中山・平糠にあたる。

## 沿革
- 明治22年（1889年）4月1日 - 町村制施行にともない、小鳥谷村・宇別村・小繋村・中山村・平糠村の計5か村が合併して新制の小鳥谷村が発足。
- 昭和32年（1957年）11月1日 - 一戸町・小鳥谷村・鳥海村・浪打村と合併し、新制の一戸町となる。

## 行政
- 歴代村長

| 代 | 氏名         | 就任                     | 退任                       | 備考 |
| -- | ------------ | ------------------------ | -------------------------- | ---- |
| 1  | 平野金次郎   | 明治22年（1889年）4月    | 明治38年（1905年）6月      |      |
| 2  | 石原新吉     | 明治38年（1905年）7月    | 明治43年（1910年）7月      |      |
| 3  | 小野寺三太郎 | 明治43年（1910年）8月    | 明治44年（1911年）7月      |      |
| 4  | 出堀義辨     | 明治44年（1911年）12月   | 大正4年（1915年）2月       |      |
| 5  | 小田嶋仙吉   | 大正4年（1915年）12月    | 大正5年（1916年）9月       |      |
| 6  | 高橋徳次郎   | 大正5年（1916年）9月22日 | 大正12年（1923年）2月      |      |
| 7  | 佐藤種蔵     | 大正12年（1923年）7月    | 昭和2年（1927年）10月      |      |
| 8  | 菅原専太郎   | 昭和2年（1927年）10月    | 昭和6年（1931年）9月20日   |      |
| 9  | 上里太一郎   | 昭和6年（1931年）11月6日 | 昭和21年（1946年）1月20日  |      |
| 10 | 亀田廣吉     | 昭和21年（1946年）4月    | 昭和22年（1947年）2月      |      |
| 11 | 高屋敷與五郎 | 昭和22年（1947年）9月    | 昭和32年（1957年）10月31日 |      |

## 交通

### 鉄道
- 国鉄東北本線：奥中山駅 - 小繋駅 - 小鳥谷駅